# Paskamer

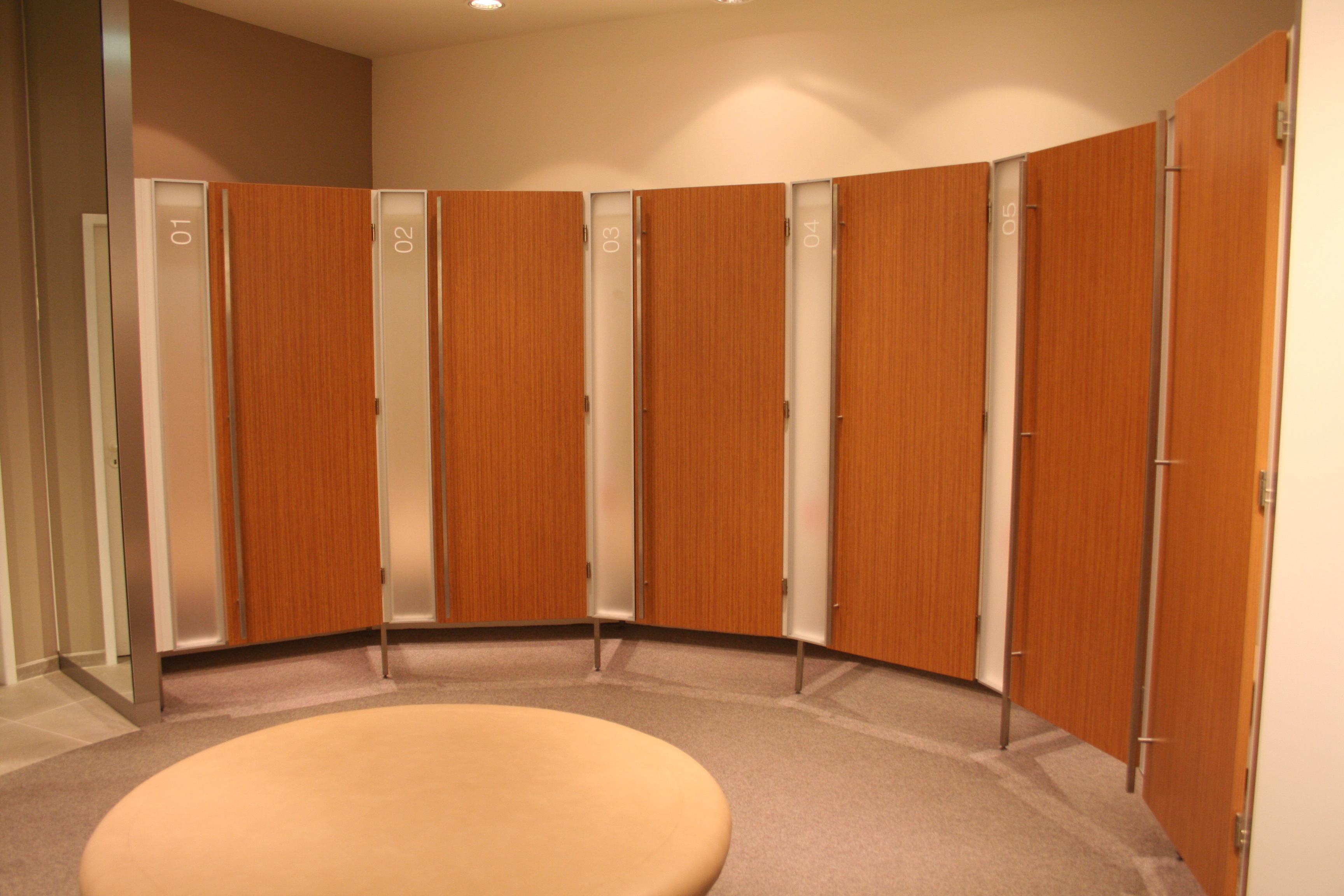
Zes paskamers in een klerenwinkel

Een paskamer, pashokje of kleedhokje wordt gebruikt in kledingzaken om de kledij te passen. Een pashokje bevat enkele kledinghaken aan de muur, een spiegel en dikwijls een stoel. Ook hangen er soms spiegels naast de paskamer, zodat ook mensen die met hun te passen kleding aan uit de paskamer komen om deze door anderen te laten beoordelen, tegelijkertijd zelf in de spiegel kunnen kijken of het goed zit. 